# Southampton Water
Le Southampton Water est un estuaire situé sur la côte sud de l'Angleterre, face à l'île de Wight, dont il est séparé par le Solent. La ville de Southampton se situe à son extrémité nord.

## Géographie
Le Southampton Water est un aber de la Manche. Il est alimenté par les fleuves Test, Itchen et Hamble (en).
Il est réputé pour la pratique des activités nautiques et a servi de cadre pour des épreuves des Jeux olympiques d'été de 1908.

## Source
- (en) Cet article est partiellement ou en totalité issu de l’article de Wikipédia en anglais intitulé « Southampton Water » (voir la liste des auteurs).